# Lysmata amboinensis
Tôm bác sĩ (Danh pháp khoa học: Lysmata amboinensis) là một loài tôm biển trong họ Hippolytidae, chúng được biến đến là loài tôm chuyên dọn dẹp môi trường nơi chúng đang sống, chính vì vậy chúng được ưa chuộng nuôi trong bể thủy sinh cảnh. 

## Đặc điểm
Loài tôm bác sĩ có màu sắc khá rực rỡ, chúng sống khỏe mạnh nếu được tập thích nghi từ từ. Bên cạnh đó, việc lột xác định kỳ sẽ giúp tôm bác sĩ thích nghi tốt hơn với điều kiện sống. Chúng sẽ sống tốt nếu muốn nuôi vài con nhưng hãy tránh nuôi chúng cùng với các loài cá có tính cạnh tranh cao hơn như: Hawkfish, cá sư tử hay cá Trigger bởi những con này có thể đớp gọn chúng. 

## Lau dọn
Đây là một trong những loài tôm lau dọn hiếm nhất, chúng sẽ lập một nhà ga làm sạch ở đầu khu vực đá sống hoặc phát sóng ăng-ten qua những chiếc râu để một con cá lớn dừng lại rồi chúng sẽ bắt đầu thực hiện nhiệm vụ lau dọn của mình. Thực chất chúng đang lau dọn ký sinh trùng và những lớp mô chết. Chúng sẽ thăm dò khắp cơ thể con cá, mang cá và đôi khi cả trong miệng của con cá để loại bỏ ký sinh trùng và mô chết. 